# Ласте ди Сопра (Белуно)
Ласте ди Сопра (итал. Laste di Sopra) је насеље у Италији у округу Белуно, региону Венето.
Према процени из 2011. у насељу је живело 18 становника. Насеље се налази на надморској висини од 1407 м.